# Doda de Reims
Doda va ser una verge declarada santa per l'església, que vivia a Reims al segle vi i fou la segona abadessa de Saint-Pierre-les-Dames a Reims.
Flodoard, a la seva Historia eccclesiæ Remensis la considera neboda de Balderic, sacerdot, i de santa Beuva, tots dos fundadors de l'abadia de Saint-Pierre-les-Dames de Reims i fill d'un rei Sigebert. Aquest rei, identificat per Flodoard a Sigebert I (535 + 575), rei d'Austràsia, seria en realitat més probablement Sigebert el Coix rei dels francs ripuaris de Colònia. Cronològicament sembla difícil de fer de Doda una filla de Cloderic (fill de Sigibert el Coix). Seria més aviat filla d'una filla de Sigebert el Coix nascuda tardanament.
Doda fou criada per la seva tia santa Beuva. Més tard fou promesa en matrimoni a un senyor del tribunal de Sigebert però Doda va refusar el matrimoni. El senyor intenta segrestar-la però va morir de les conseqüències d'una caiguda de cavall sobrevinguda en el transcurs de la temptativa i Doda es va refugiar a l'abadia de la seva tia. La va succeir com a abadessa. Al final de la seva vida, va obtenir d'un anomenat "príncep Pipí", probablement el majordom de palau Pipí de Landen, un acte destinat a protegir la seva comunitat.